# 鶴巻時計店英工舎
鶴巻時計店英工舎（つるまきとけいてんえいこうしゃ）は、かつて日本に存在した時計および自動車用計器の製造業者である。

## 歴史

### 時計製造専業時代
1916年（大正5年）に創業した株式会社鶴巻時計店（時計卸）が、1919年（大正8年）に株式会社鶴巻時計店英工舎を設立した。
東京府北豊島郡滝野川町（現在の東京都北区滝野川）に本社を置き、本社工場以外に東京府赤羽、埼玉県鴻巣、埼玉県北本宿(現在の北本市)、秩父、朝霞、群馬県桐生に工場を構えていた。
1927年（昭和2年）に置時計や目覚まし時計の製造を開始し、1935年（昭和10年）に腕時計の製造を開始した。かつて製造していたブランドには、｢センター｣、｢ニューエイコー｣が挙げられる。
第二次世界大戦中は他の時計製造メーカーと同様に、滝野川の製造拠点を赤羽、桐生、秩父、取手の4か所へ分散疎開させている。
戦後は腕時計の製造を行ってきたが、セイコー、シチズンなどの大手競合メーカーの生産再開による競争激化と販売部門（英工商事）売上回収の悪化、品質低下により急激な経営悪化を招いた。1950年（昭和25年）の戦後混乱期の大不況によって、市場から姿を消した。

### 自動車計器への転換と日産傘下入り
1951年（昭和26年）に日産自動車のトラックであるニッサン380型用メーターやダットサンのコンビネーション・ゲージの製造を開始して、経営を再建した。朝鮮戦争による特需景気後の1956年（昭和31年）に、再び経営危機に陥ったことで日産自動車の傘下となった。日産自動車は全額出資した関東精器（カルソニックカンセイの前身）を設立し、英工舎の自動車用計器・時計製造事業を吸収分割承継された。

### 各工場のその後
- 秩父工場
  - 1954年(昭和29年)に株式会社秩父英工舎として再スタートし、カメラ用のセルフタイマーやスローガバナーの製造を開始した。録音機ヘッドの研究開発をおこなっていたこともあり、1964年（昭和39年）にキヤノンの傘下となり、キヤノン電子に商号を変更した[1][2][5][6]。

- 桐生工場
  - 1949年（昭和24年）に株式会社桐生英工舎として再スタートし、1951年（昭和26年）から小型モーターの製造を開始した。1960年 （昭和35年）に本社機能を群馬県桐生から東京へ移転し、日本サーボ（現在のニデックアドバンスドモータ）に社名を変更した[1][7][8][9]。

- 赤羽工場
  - 1956年（昭和31年）に日産自動車が買収した後、関東精器（現在のカルソニックカンセイ)が設立された[1][2][6][10]。